# Лифанова, Раиса Григорьевна
Раиса Григорьевна Лифанова (род. 17 ноября 1937, Москва, СССР) — телеграфистка московского Центрального телеграфа Министерства связи СССР, Герой Социалистического Труда (1974).

## Биография
Родилась 17 ноября 1937 года в Москве. По национальности русская.
Была лучшей телеграфисткой Министерства связи СССР. В 1971 году «за успехи, достигнутые в выполнении заданий плана восьмой пятилетки (1955—1970) по развитию средств связи и радиовещания» награждена орденом Ленина. За 3 года девятой пятилетки (1971—1975) обработала сверх плана 116 тысяч телеграмм.
Указом Президиума Верховного Совета СССР от 16 января 1974 года «за выдающиеся успехи в выполнении и перевыполнении планов 1973 года и принятых социалистических обязательств» удостоена звания Героя Социалистического Труда с вручением ордена Ленина и золотой медали «Серп и Молот».
Работала на Центральном телеграфе до выхода на заслуженный отдых. Живёт в Москве.
Награждена 2 орденами Ленина (04.05.1971, 16.01.1974), медалями.